# 淡海ニュータウン
座標: 北緯25度11分58秒 東経121度25分57秒 / 北緯25.19944度 東経121.43250度

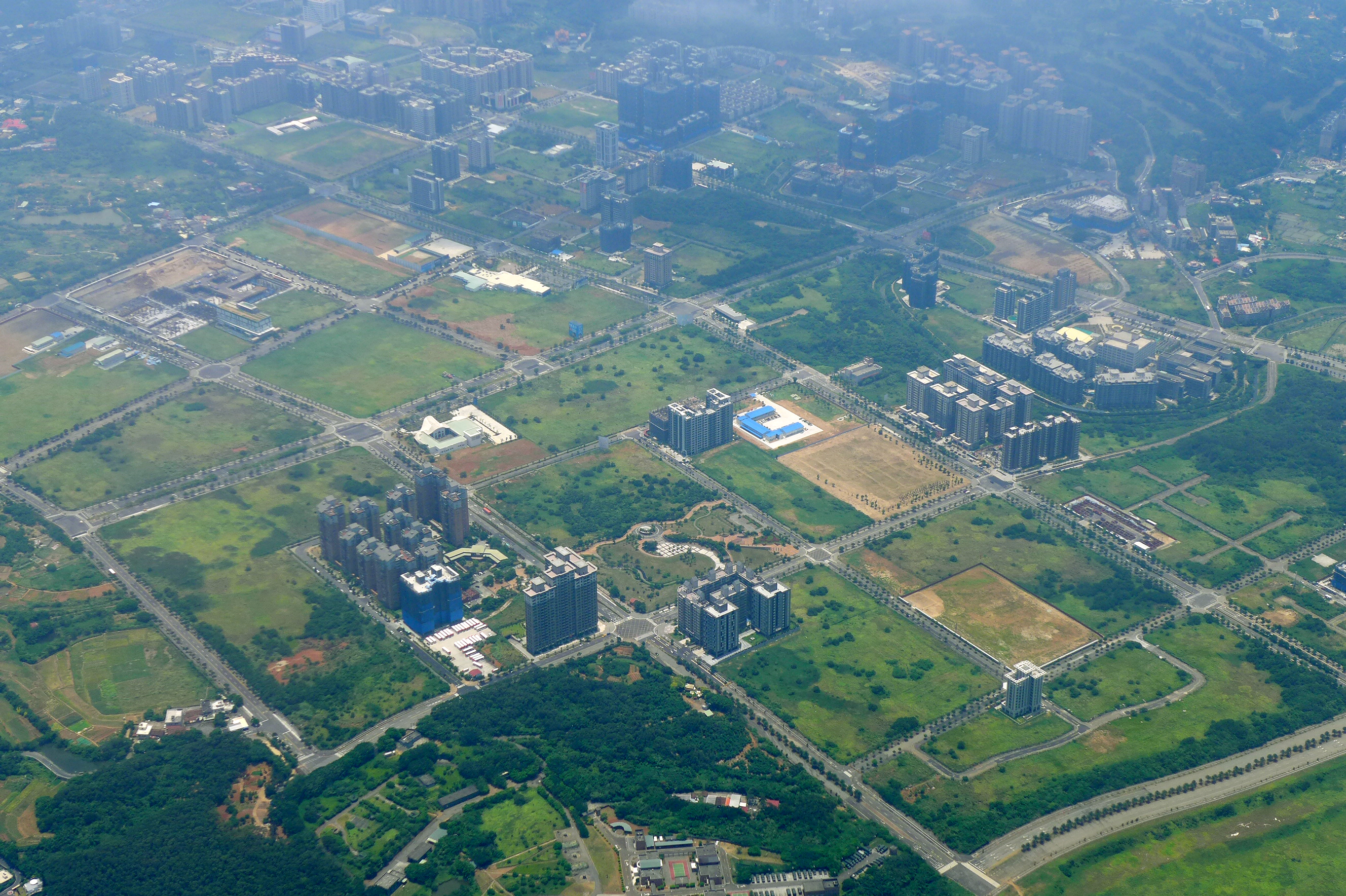
空から見た淡海ニュータウン、2015年撮影。

淡海ニュータウン（たんかいニュータウン、淡海新市鎮、拼音: Dànhǎi xīn shìzhèn、英語: Danhai New Town）は、台湾の新北市淡水区の大規模な住宅地開発地域。1992年にニュータウン計画が初めて提案された。この計画では、淡水区の中心地の北側に位置する17.56 km2の土地に新たな町を建設し、人口過剰な台北都市圏から30万人を移住させることを目論んでいた。現状では、人口はおよそ4万人となっている。

## 開発史
計画の第一段階は完成したが、13万人を収容できる計画であったところに1万3千人しか転入してこなかった。第二段階、第三段階の計画は1995年に立てられたが、環境部がいずれの計画についても環境アセスメントを要求したため、これらの計画は結局実現しなかった。その後、何年もの遅れを経て、開発者側は2013年に、1,100ヘクタール以上に及ぶ新たな開発計画を新たな名称で提出したが、この計画の対象地域はもともとの第二段階の予定区域を含むものであった。

## 交通
淡海ニュータウンは、台北市の繁栄した都市地域と、三芝区、石門区、金山区など人口が低密度の地域の間に位置しており、平日に通勤し、週末をレジャーやリクリエーションで過ごすバランスのとれたライフスタイルを送る住民にとって理想的な距離にある。この地域の主要な交通関係施設としては、台北港、淡江大橋、淡海軽軌、芝投快速道路などがあり、これらはニュータウンの将来の開発ポテンシャルを左右するものとなろう。

## 施設

### 高等教育
- 台北海洋科技大学（淡水キャンパス）
- 華夏科技大学（淡水キャンパス：計画中）

### 商業施設

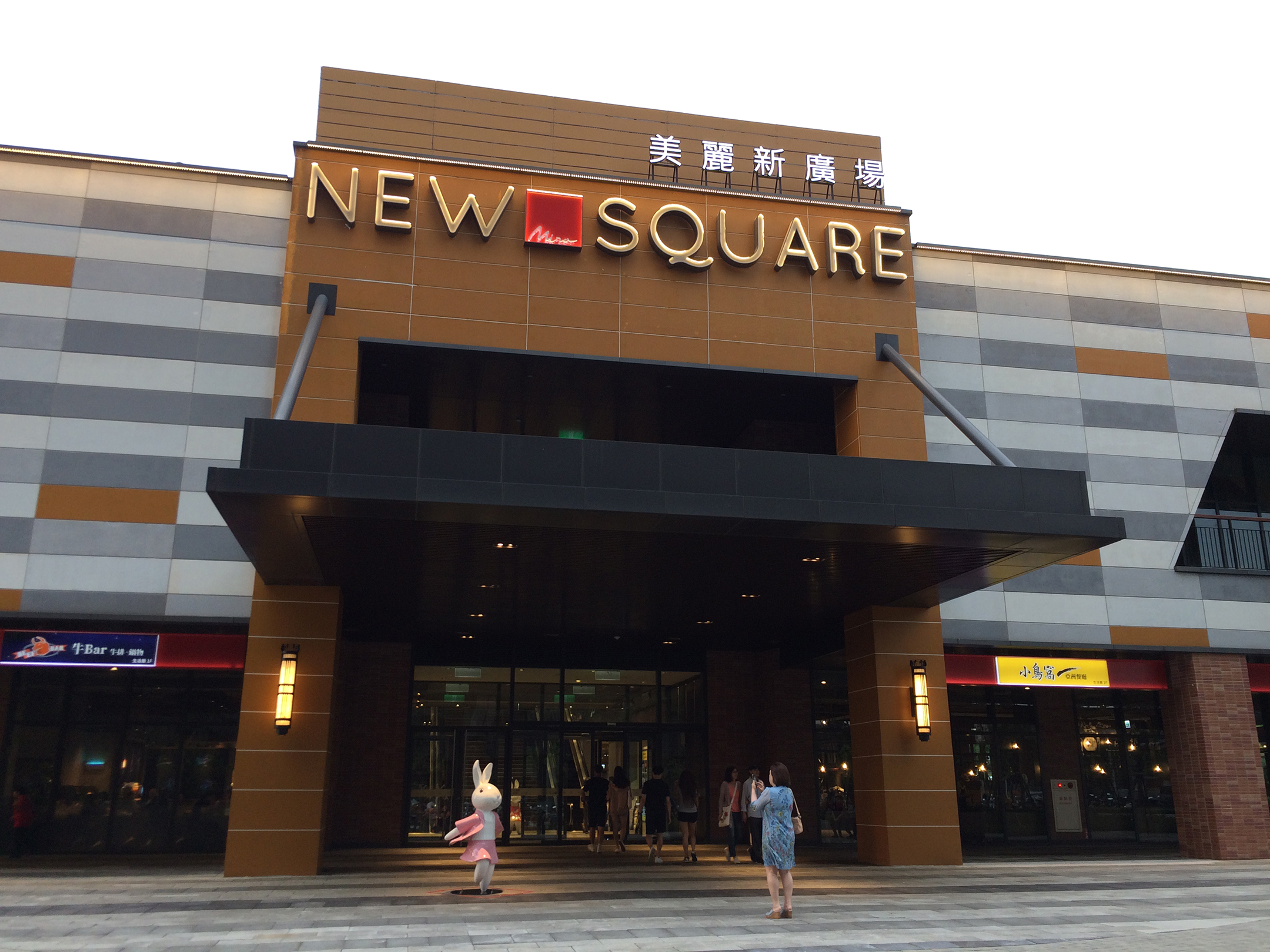
美麗新広場、2019年撮影。

淡海ニュータウンは、一ヶ所だけある近隣ショッピングモールである美麗新広場に依存しているが、この施設は2019年2月26日に開業したもので、施設内にはシネマコンプレックスもある。他にも商業施設として、カルフール（家楽福）淡新店や、PXマート淡海中山店、台湾で最大規模のマクドナルドの店舗などがある。

### コミュニティ施設、スポーツ施設
2018年に開設された淡水の児童公園は、子どもたちや高齢者たちがリラックスできる場所になっている。その他の施設としては、2014年9月20日に開設された淡水スポーツ・センターがあり、屋内プール、バスケットボール・コート、バドミントン・コート、屋外ロッククライミング設備、スカッシュ・コートなどが備えられている。